# 栗橋茂
栗橋 茂（くりはし しげる、1951年8月10日 - ）は、東京都板橋区出身の元プロ野球選手（外野手）、野球解説者。

## 経歴
帝京商工高等学校では1968年秋季東京大会準々決勝に進出。日体荏原高との日没引き分け再試合の末に敗退。翌1969年夏の甲子園都予選でも準々決勝に進出するが、日大一高に敗れ甲子園には出場できなかった。3年生時、東京六大学野球リーグ各校からも勧誘があったが、「（左腕）投手転向を見越しての獲得を目指した東京六大学より、打者としての自分を評価してくれた」という理由で駒澤大学へ進学した。東都大学野球リーグでは在学中2回優勝。1973年の第4回明治神宮野球大会では、同期のエース赤津宏二（日立製作所）を擁し、決勝で田尾安志のいた同志社大を降し優勝を飾る。リーグ通算成績は、92試合出場、320打数98安打、打率.306、8本塁打、47打点。最高殊勲選手1回（1972年秋季）、ベストナイン（外野手）4回受賞。赤津以外の同期に木下富雄、吉田秀雄、2学年後輩に“駒大三羽烏”（中畑清、平田薫、二宮至）、3学年後輩に大宮龍男、森繁和がいる。
1973年のドラフト会議で近鉄バファローズから1位で指名され入団。「僕は東京出身だから近鉄のことはあまり知らなかったですよ。あの頃は、ほんとたまにNHKで中継があるくらいだったしね。ドラフトでも、前もって話はなかったから、びっくりしたというか。」と語っている。1位ではあったけど、仲間も誰も「おめでとう」と言ってくれなかった。「近鉄って関西じゃ会社大きいらしいぞ」としか言われなかったという。
プロ1年目の1974年7月21日ジュニアオールスター（後楽園）に出場してMVPを獲得した。
当時の長距離打者の中では特に大柄という選手ではなかったが、和製ヘラクレスと通称されるほどの鍛え上げた筋骨隆々の体を持っており、長打力に優れた選手であった。栗橋は「僕は和製ヘラクレスとも言われたけど、ウエート(トレーニング)は、ほとんどしていないんです。キャンプの時期や自主トレでは、していたけど、シーズン入ってからは、しなかった。変な筋肉つけちゃいけないっていう時代ですかね。今思えば、やってたらもっと長持ちしていたかな。最後は完全に力が落ちましたからね。」と語っている。プロ入りして3年目の1976年には5月からレギュラーを獲得、主に中堅手として67試合に先発。5年目の1978年には6月から四番打者に定着、初めて規定打席（15位、打率.292）に到達し、20本塁打を放つ。
1979年は自己最多となる32本の本塁打を放ち、近鉄球団史上初のリーグ優勝に大きく貢献し、ベストナインにも初めて選出された。しかし同年の広島との日本シリーズは全7試合に先発出場するが18打数2安打1打点と振るわずチームも3勝4敗で敗退。さらに1980年には打率.328（リーグ3位）、28本塁打、84打点の好記録を残し、2年連続のリーグ優勝に貢献。最高出塁率のタイトルを獲得し、ベストナインにも再び選出された。広島との日本シリーズでは16打数3安打1打点とまたも不調に終わるが、第6戦では福士敬章から代打本塁打を放つ。
1982年は再び打率3割を記録（3位、打率.311）、79打点などの活躍で3度目のベストナインに選出。
1984年7月24日、栗橋はオールスター第3戦（ナゴヤ球場）に5番レフトで出場し、江川卓から4人目の三振を喫した。
また、1985年5月21日に大阪スタヂアムで行われた対南海ホークス戦においてサイクル安打を達成した。
1987年は開幕直後に故障、6月に復帰するものの8月、9月には再度先発から外れる。同年は規定打席には達しなかったが打率.298を記録した。
近鉄が9年ぶりのリーグ優勝を決めた1989年シーズンを最後に現役引退。同年の日本シリーズでは代打1打席の出場にとどまる。最後の監督となった仰木彬とは折り合いが悪く、阪神タイガースとトレードの話があったが栗橋は仰木に「出したいんですか、出すなら辞めます。」と言ったという。栗橋は「代打には向いてないと思ったし、あの巨人戦とかの大観衆の中でフライ落としたらどうしたらいいだろうって。入った以上最後まで近鉄とも思ってましたしね」と語っている。この1989年日本シリーズ対巨人第7戦試合終了後に駒大後輩で同じく引退表明していた大学後輩である中畑清と抱き合って別れを惜しんだ。阪急の山田久志からは10本塁打、対戦打率.291、山田は5本サヨナラ本塁打打たれているが2本は栗橋が打っている（1974年9月16日、1986年4月19日）。
引退後は朝日放送・ラジオ大阪を経て、現在はテレビ大阪の解説者を務め、オフにはプロ野球マスターズリーグにも第1回目（2001年秋～2002年初頭）より参加し、初参加以来大阪ロマンズに所属し外野手を務める。
現役時代はダッシュケイオウが応援歌として使用されており、現在もオリックス・バファローズの近鉄復刻試合で使用されている。

## 人物
ユーモアあふれる語り口などもあって、関西地区のテレビではバラエティ番組に多数出演。そのかたわら、かつての本拠地である藤井寺球場最寄りの近鉄南大阪線藤井寺駅（大阪府藤井寺市）の近くでスナック「しゃむすん」を経営している。2025年に公開された記事でスナックは現役だった1988年、10.19の直後から開店していること、スナック経営に興味が当時あったため球団にも内緒で始めていたこと等を明かしている。
実母はかつて長年ヤクルト配達員をして家計を支え、栗橋自身も中学2年生から高卒まで同配達バイト歴がある。「中学時代、友人と“5年続けたら（当時）1,000円やる”と賭けをしたのが始まり。高校時代は部活との両立が大変だったが、高校の月謝（当時）800円はすべて自分のバイト報酬から払ったのが自慢」と以前野球雑誌で語っている。料理の腕は関西のバラエティ番組で料理コーナーがあった程。
結婚経験がないことも知られ、現役時代は『週刊ベースボール』読者コーナーでたびたび同い年の岡持和彦（当時日本ハム、1988年引退と同時に結婚）、2学年下の行沢久隆（西武、引退後の2006年に結婚）らと共に独身ネタの標的にされ、また現役最終年までバレンタインデーでのチョコレート獲得数が近鉄選手陣の上位5傑以内を誇った事も知られる。なお現役当時、週刊ベースボールの選手名鑑号の欄にあった「家族構成（独身者は好きなタレント、好きな女性のタイプ）」の欄には「八千草薫」と書かれていた。
- 栗橋の父は現役引退後も存命であったが後年鬼籍に入り、80代で都内で独居する栗橋の実母は、テレビ大阪のプロ野球マスターズリーグの特番のインタビューで栗橋が永年独身を続けていることは自分、そして亡夫の心残りと明かした。そして「とにかく早く結婚してほしい」と語り、同席の栗橋は苦笑するしかなかったという。(2020年現在、実母も他界しており、実妹は埼玉県在住。)
- 栗橋は左利きである。ただし箸は左手を使うが、ペンなど筆記具は右手を使う。

金村義明とは公私にわたり付き合いが深かったことをうかがわせる逸話が多数ある。
- 栗橋は現役中運転免許を取ろうとしなかったことに加え、当時栗橋と金村は隣接するマンションに住んでいたため、藤井寺球場への送迎などは基本的に全て金村が担当していた。行きつけの飲み屋まで運転をすることもしばしばであり、金沢や岐阜までいくこともあった(その後AT限定免許を取得している)[10]。
- （金村に）「女は100m離れて目で濡らせ」と言った事がある（タモリ倶楽部「エロビアの泉」に出演時金村の談話）。
- カレーに入れる肉は牛肉がよいか、豚肉がよいか…ということで熱く議論しすぎて、口論になったが、すぐに和解したことを金村が明かしている。
- 金村は親しみを込めて栗橋を「クリさん」と呼んでいたが、ある日、当時の選手会長から「いくら仲がいいとはいえ公私混同はやめろ」と注意され「栗橋さん」と呼ぶようにしたが、後日、栗橋から「よそよそしい」という理由で再び「クリさん」と呼ぶように命令された[11]。

酒豪としても知られており、金村義明がテレビ番組等でお酒にまつわる逸話をしばしば紹介している。
- 毎晩のようにクラブへ飲み歩き、朝帰りは日常茶飯事であった。翌朝の練習には飲み帰りのまま参加、練習着も着ずに私服で体操するなどしていたが、監督・コーチは「栗橋は仕方ない」と黙認していた。ホステスへの貢ぎ物は惜しげもなく奮発したと言う。女性関係は派手だったが、別れる際の手切れ金を求められることもあったと云い、金村の見立てでは総額数千万はくだらないとのこと。
- キャンプ中でも毎晩呑みに行き、明け方まで呑むこともよく見られた。その時は他の選手がジャージで体操をする時間に、一人だけ私服姿でこっそり帰ってきていたという。また、1時間で冷酒を2升飲んだり、ウイスキーを2本空けたこともあったという[12]。またある時の高知キャンプでは、飲み屋で地元の漁師と揉めてしまう。その場は同席していた選手の仲裁で事なきを得たが、明朝にトラックの荷台に乗り込んだ漁師ら10数名がトラックごと球場に乗り込んできた。「栗橋を出せ」と凄む漁師たちに栗橋は怯むことなく単身向かって行ったと云う。結局その場にいたチームメイトらが仲裁に入り、事態は沈静化した。
- 短気な性格で、飲み屋での喧嘩はキャンプの件以外にも1度や2度ではなかったという[13]。喧嘩を仲裁しようと止めに入った金村にまで腹を立て、金村が殴られたこともあるという。コーチや監督相手でも些細な理由で啖呵を切ることもあったという。運転免許を取得しなかった理由は教官と必ず喧嘩になってしまい、卒業できなかったからではと金村は推測している。

このような様々な逸話から、金村は「俺が最後に見たサムライが栗橋さん」だと語っている。
- HKT48のファンである、推しメンはTeamKⅣ・AKB48Team4兼任の朝長美桜[15]。
- 2歳離れた妹がいる。

## 詳細情報

### 年度別打撃成績
| 年 度      | 球 団      | 試 合 | 打 席 | 打 数 | 得 点 | 安 打 | 二 塁 打 | 三 塁 打 | 本 塁 打 | 塁 打 | 打 点 | 盗 塁 | 盗 塁 死 | 犠 打 | 犠 飛 | 四 球 | 敬 遠 | 死 球 | 三 振 | 併 殺 打 | 打 率 | 出 塁 率 | 長 打 率 | O P S |
| ---------- | ---------- | ----- | ----- | ----- | ----- | ----- | -------- | -------- | -------- | ----- | ----- | ----- | -------- | ----- | ----- | ----- | ----- | ----- | ----- | -------- | ----- | -------- | -------- | ----- |
| 1974       | 近鉄       | 55    | 79    | 73    | 5     | 13    | 4        | 0        | 1        | 20    | 4     | 1     | 2        | 0     | 0     | 4     | 0     | 2     | 21    | 2        | .178  | .241     | .274     | .514  |
| 1975       | 近鉄       | 42    | 58    | 55    | 5     | 9     | 2        | 0        | 1        | 14    | 1     | 0     | 0        | 1     | 0     | 2     | 0     | 0     | 6     | 0        | .164  | .193     | .255     | .448  |
| 1976       | 近鉄       | 101   | 291   | 267   | 27    | 67    | 11       | 4        | 6        | 104   | 24    | 11    | 6        | 2     | 1     | 18    | 0     | 3     | 63    | 3        | .251  | .304     | .390     | .694  |
| 1977       | 近鉄       | 113   | 356   | 319   | 40    | 84    | 11       | 1        | 13       | 136   | 39    | 11    | 6        | 2     | 6     | 22    | 1     | 6     | 65    | 3        | .263  | .317     | .426     | .744  |
| 1978       | 近鉄       | 128   | 495   | 425   | 75    | 124   | 17       | 7        | 20       | 215   | 72    | 13    | 6        | 3     | 2     | 51    | 7     | 14    | 44    | 3        | .292  | .384     | .506     | .890  |
| 1979       | 近鉄       | 130   | 494   | 446   | 69    | 130   | 20       | 1        | 32       | 248   | 80    | 16    | 5        | 1     | 4     | 33    | 10    | 8     | 60    | 7        | .291  | .348     | .556     | .904  |
| 1980       | 近鉄       | 124   | 505   | 436   | 85    | 143   | 26       | 1        | 28       | 255   | 84    | 9     | 9        | 0     | 7     | 52    | 6     | 10    | 71    | 10       | .328  | .412     | .585     | .991  |
| 1981       | 近鉄       | 92    | 325   | 278   | 38    | 73    | 15       | 1        | 11       | 123   | 41    | 6     | 7        | 0     | 2     | 38    | 1     | 7     | 32    | 8        | .263  | .363     | .442     | .806  |
| 1982       | 近鉄       | 113   | 464   | 383   | 73    | 119   | 20       | 3        | 22       | 211   | 79    | 8     | 1        | 2     | 3     | 62    | 11    | 14    | 61    | 7        | .311  | .422     | .551     | .973  |
| 1983       | 近鉄       | 110   | 434   | 374   | 71    | 110   | 22       | 2        | 23       | 205   | 72    | 8     | 3        | 0     | 4     | 45    | 7     | 11    | 58    | 6        | .294  | .382     | .548     | .931  |
| 1984       | 近鉄       | 118   | 487   | 427   | 61    | 120   | 28       | 1        | 14       | 192   | 55    | 9     | 4        | 0     | 5     | 53    | 3     | 2     | 66    | 12       | .281  | .359     | .450     | .809  |
| 1985       | 近鉄       | 128   | 531   | 461   | 73    | 123   | 20       | 5        | 18       | 207   | 56    | 10    | 3        | 8     | 4     | 51    | 3     | 7     | 70    | 12       | .267  | .346     | .449     | .795  |
| 1986       | 近鉄       | 106   | 428   | 374   | 50    | 101   | 20       | 0        | 16       | 169   | 56    | 1     | 1        | 2     | 4     | 42    | 1     | 6     | 71    | 9        | .270  | .350     | .452     | .802  |
| 1987       | 近鉄       | 73    | 200   | 181   | 20    | 54    | 12       | 0        | 6        | 84    | 19    | 2     | 0        | 0     | 1     | 16    | 0     | 2     | 39    | 1        | .298  | .360     | .464     | .824  |
| 1988       | 近鉄       | 64    | 112   | 100   | 10    | 17    | 6        | 1        | 2        | 31    | 6     | 0     | 0        | 0     | 0     | 9     | 1     | 3     | 24    | 3        | .170  | .259     | .310     | .569  |
| 1989       | 近鉄       | 53    | 90    | 75    | 3     | 14    | 4        | 0        | 2        | 24    | 13    | 0     | 3        | 0     | 1     | 13    | 1     | 1     | 15    | 1        | .187  | .311     | .320     | .631  |
| 通算：16年 | 通算：16年 | 1550  | 5349  | 4674  | 705   | 1301  | 238      | 27       | 215      | 2238  | 701   | 105   | 56       | 21    | 44    | 511   | 52    | 96    | 766   | 87       | .278  | .358     | .479     | .837  |

- 各年度の太字はリーグ最高

### タイトル
- 最高出塁率：1回 （1980年）

### 表彰
- ベストナイン：3回 （1979年、1980年、1982年）
- ジュニアオールスターゲームMVP：1回 （1974年）
- 月間MVP：1回 （1980年7月）

### 記録
初記録
- 初出場：1974年4月10日、対ロッテオリオンズ前期1回戦（後楽園球場）、7回表に井本隆の代打として出場
- 初打席：同上、7回表に木樽正明の前に三振
- 初安打：1974年4月13日、対太平洋クラブライオンズ前期1回戦（藤井寺球場）、9回裏に三浦清弘から
- 初打点：1974年5月14日、対太平洋クラブライオンズ前期5回戦（藤崎台県営野球場）、7回表に西村俊二の代打として出場、柳田豊から決勝押し出し四球
- 初本塁打：1974年9月16日、対阪急ブレーブス後期7回戦（日生球場）、9回裏に山田久志から中越逆転サヨナラ2ラン

節目の記録
- 100本塁打：1980年10月5日、対南海ホークス後期12回戦（日生球場）、7回裏に高英傑からソロ　※史上116人目
- 150本塁打：1983年8月19日、対ロッテオリオンズ19回戦（川崎球場）、4回表に石川賢から2ラン　※史上71人目
- 1000試合出場：1983年10月2日、対日本ハムファイターズ22回戦（藤井寺球場）、4番・左翼手として先発出場　※史上241人目
- 1000本安打：1985年4月16日、対ロッテオリオンズ1回戦（日生球場）、8回裏に荘勝雄から左前安打　※史上140人目
- 200本塁打： 1986年8月1日、対ロッテオリオンズ15回戦（川崎球場）、1回表に村田兆治から右中間2ラン　※史上49人目
- 1500試合出場：1989年4月13日、対福岡ダイエーホークス3回戦（大阪スタヂアム）、5番・指名打者として先発出場　※史上91人目

その他の記録
- サイクルヒット：1985年5月21日、対南海ホークス6回戦（大阪スタヂアム）　※史上37人目
- オールスターゲーム出場：4回 （1978年、1980年、1982年、1984年）

### 背番号
- 2 （1974年 - 1989年）

## 関連情報

### 出演
朝日放送（ABC）
- スーパーベースボール - ABCテレビ・テレビ朝日系列のプロ野球中継の現行タイトル。
- ABCフレッシュアップナイター - ABCラジオ
- 近鉄バファローズアワー - ABCラジオ
- 雨上がりの「Aさんの話」〜事情通に聞きました!〜 （2017年5月23日）

ラジオ大阪
- 近鉄バファローズナイター
- ラジオ大阪ドラマティックナイター

テレビ大阪
- ナマ虎スタジアム（同局プロ野球中継の現行タイトル）